# Stötten am Auerberg
Stötten am Auerberg è un comune tedesco di 1 941 abitanti, situato nel land della Baviera.